# Hotel Seiyō Ginza

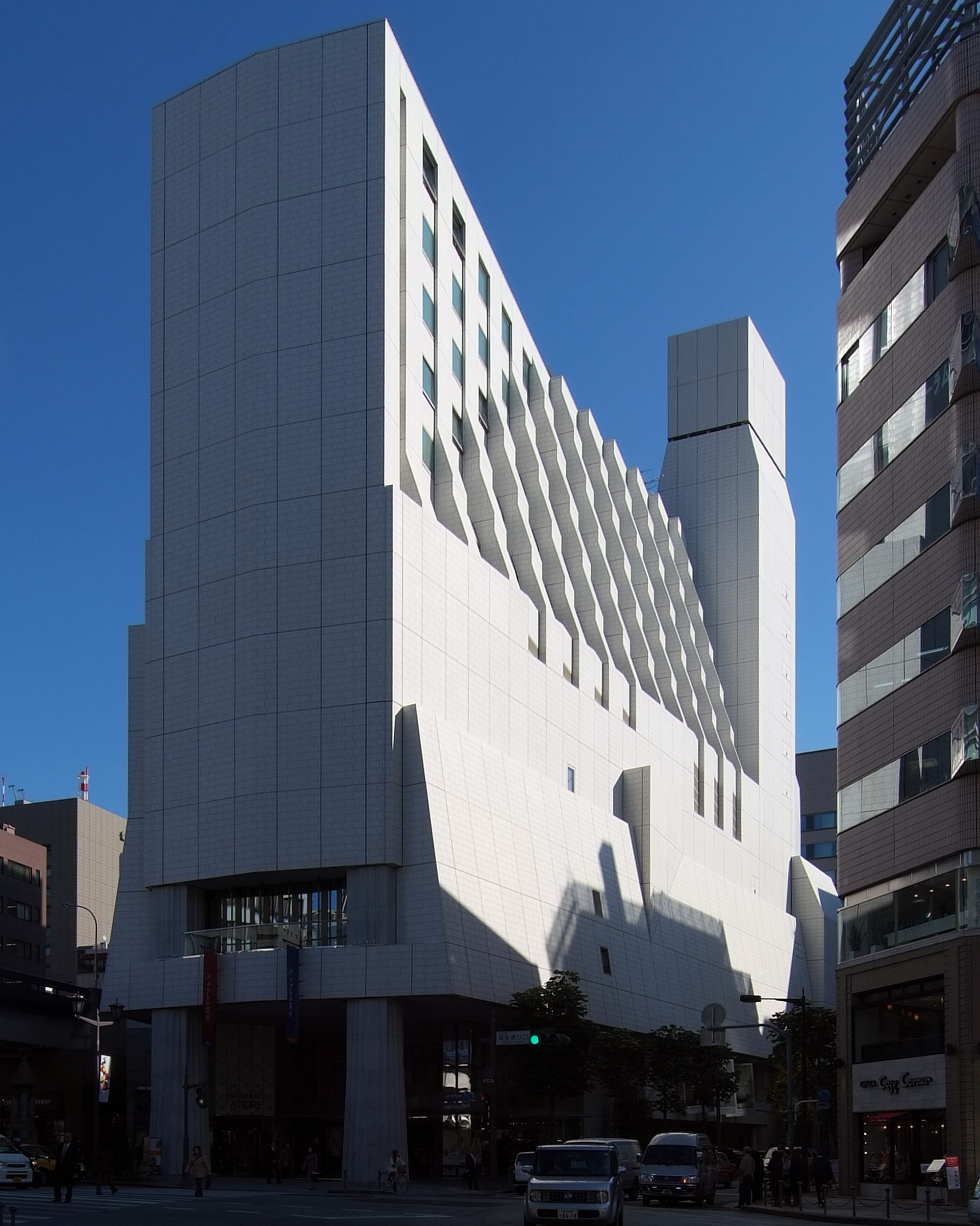
1987 von Kiyonori Kikutake entworfen

Das Hotel Seiyō Ginza (jap. ホテル西洋 銀座, Hoteru seiyō ginza) im Tokioter Luxusgeschäftsviertel Ginza ist das kleinste, doch zugleich auch das teuerste Hotel in Tokio. Es gehörte zeitweise zur Vereinigung The Leading Hotels of the World.
Eine Übernachtung im Fünf-Sterne-Hotel kostet 45.000 Yen (ca. 280 Euro) bis 220.000 Yen (ca. 1360 Euro, je Stand Dezember 2007). Für den Preis bekommt dafür jeder Gast eine Privatsekretärin, die alle Arrangements und organisatorischen Tätigkeiten erledigt. 